# 俄罗斯世界

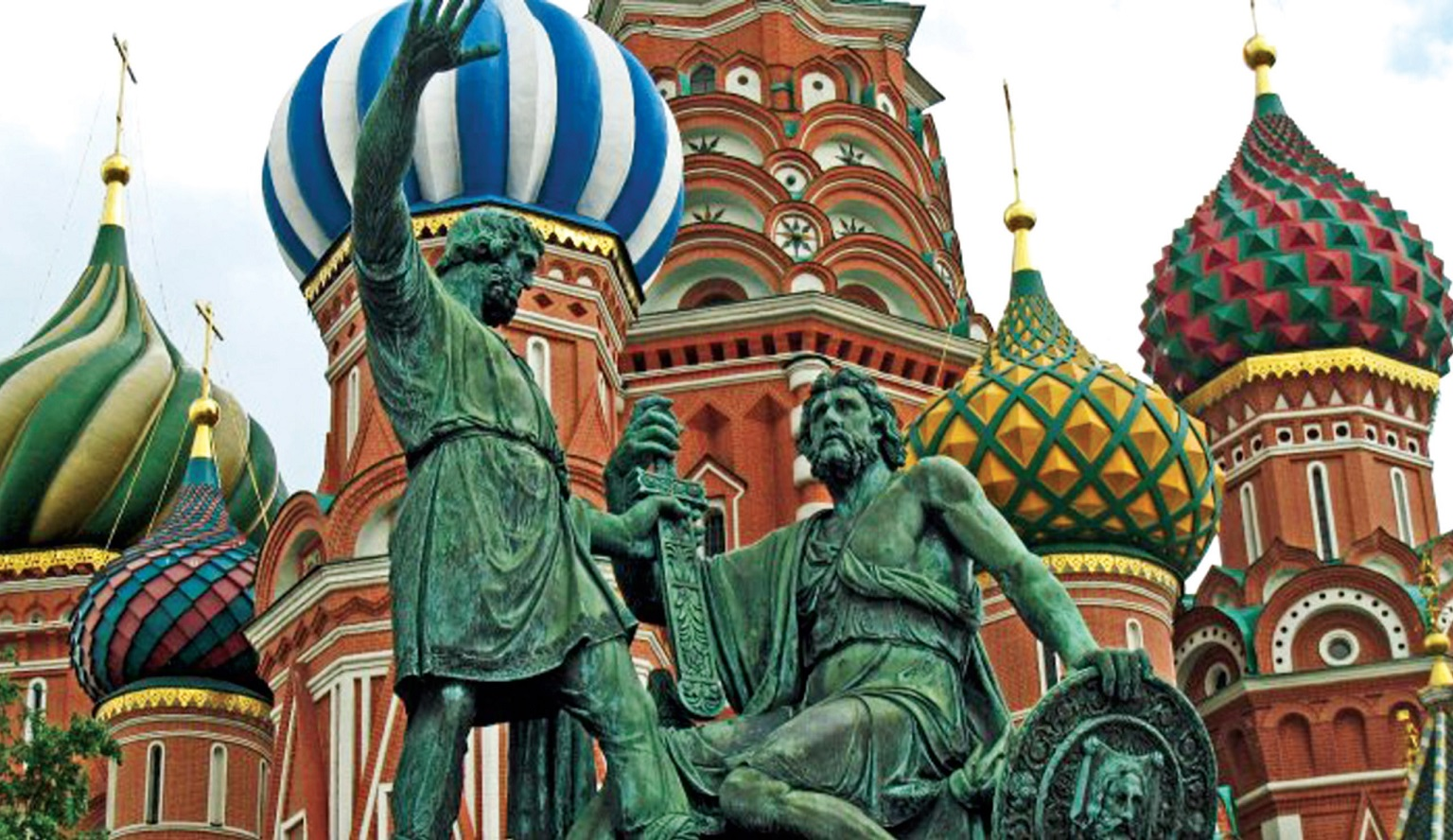
莫斯科圣瓦西里大教堂。

俄罗斯世界（羅馬化：Russkiy mir）是与俄罗斯文化相关的一种世界观、意识形态与思想，即认为讲俄语和信奉俄罗斯东正教的地区为“俄罗斯文明区”。自2000年以来，“俄罗斯世界”的概念一直被俄罗斯政府用作外交政策之一。

## 历史
目前可考的最早使用“俄罗斯世界”一词的是11世纪的基辅大公伊贾斯拉夫一世·雅罗斯拉维奇，他在赞扬教皇克莱门特一世时写道：“感谢这位忠实的奴仆，他增加了主人的才干——不仅是在罗马，而且在任何地方：不论是在赫尔松还是整个俄罗斯世界。”（俄语：с благодарностью тому верному рабу, который умножил талант своего господина - не только в Риме, но и повсюду: и в Херсоне, и еще в Русском мире）。
16 世纪，俄罗斯形成了一个自给自足的环境。在这一过程中，“俄罗斯世界”也受到了西方世界与东方世界的影响，但其作用依然微乎其微。直到 17 世纪和 18 世纪，沙皇才有意识地试图使俄罗斯“欧洲化”。 
在俄罗斯，“俄罗斯世界”被认为属于典型的保守民族主义概念。俄罗斯世界基金会主席维亚切斯拉夫·尼科诺夫认为，“俄罗斯世界并没有超出俄罗斯的领土”，他在2008年受访时声称：“在20世纪初，俄罗斯帝国的版图和俄罗斯世界是重合的，那时我们的人口达到了1.7亿，意味着每七个人里就有一个人生活在俄罗斯帝国。而现在，世界上每50个人中才有一个生活在俄罗斯……” 

### 20世纪90年代
在后苏维埃时代的俄罗斯，复兴“俄罗斯世界”概念的作者主要有彼得·谢德罗维茨克、叶菲姆·奥斯特洛夫斯基、瓦列里·季什科夫、维塔利·斯克林尼克、塔季扬娜·波洛斯科娃和娜塔莉亚·纳罗奇尼茨卡娅。他们认为，由于俄罗斯在脱离苏联后仍是一个多民族多文化的国家，要想整合“俄罗斯世界”，就不能像历史上那样，以东正教与政治专制为核心。
2000年，谢德罗维茨基在《俄罗斯世界和跨国俄罗斯特征》一文中提出了 "俄罗斯世界 "概念的主要观点，其中的核心是俄语。伍德罗-威尔逊国际学者中心的安迪斯·库多斯在分析谢德罗维茨基的文章后得出结论，即“讲俄语的人会用俄语思考，并最终表现得像俄罗斯人一样”。

### 普京时代
“俄罗斯世界”的理念最终被俄罗斯政府采纳，俄罗斯总统普京于 2007 年下令成立俄罗斯世界基金会，该基金会由政府提供资助。
一些观察家认为，推广“俄罗斯世界”思想是使俄罗斯版图回到苏联时期或俄罗斯帝国时期的领土收复主义的一部分。   
其他观察家将这一概念描述为投射俄罗斯软实力的工具。 在乌克兰，“俄罗斯世界”的推广被认为是与俄乌战争密切相关。   